# Sarroux-Saint Julien
Sarroux-Saint Julien község Franciaország Új-Aquitania régiójában, Corrèze megyében. Új községként 2017. január 1-jén jött létre két korábbi község: Sarroux és Saint-Julien-près-Bort egyesítésével. 
Az egyesüléskor az új község lélekszáma 863 fő lett. Lakosainak száma 867 fő (2022. január 1.).

## Népesség
| Lakosok száma | 836  | 851  | 848  | 845  | 853  | 860  | 867  |
|               | 2015 | 2017 | 2018 | 2019 | 2020 | 2021 | 2022 |